# Leopoldo Valentini
Leopoldo Valentini, né à Rome le 4 mars 1907 et mort dans cette même ville le 26 janvier 1983, est un acteur italien.

## Biographie
Leopoldo Valentini a commencé son activité dans le théâtre de revue, s'affirmant comme un acteur de bonne qualité à la fois mimique et dramatique.
Il a fait ses débuts au cinéma pendant la Seconde Guerre mondiale, en jouant de nombreux films comiques et de genre populaire.

## Filmographie partielle
- 1943 : Le Diamant mystérieux de Mario Mattoli
- 1943 : Ho tanta voglia di cantare de Mario Mattoli
- 1943 : La vispa Teresa de Mario Mattoli
- 1944 : Circo equestre Za-bum de Mario Mattoli
- 1947 : Fiamme sul mare de Michał Waszyński
- 1947 : Sono io l'assassino (it) de Roberto Bianchi Montero
- 1948 : I contrabbandieri del mare (it) de Roberto Bianchi Montero
- 1949 : Les Pompiers chez les pin-up de Mario Mattoli
- 1949 : Torna a Napoli de Domenico Gambino
- 1949 : La mariée ne peut pas attendre (Anselmo ha fretta) de Gianni Franciolini
- 1949 : Yvonne la Nuit de Giuseppe Amato
- 1950 : Vivre à la resquille (Vivere a sbafo) de Giorgio Ferroni
- 1950 : La figlia del mendicante (it) de Carlo Campogalliani
- 1950 : La scogliera del peccato (it) de Roberto Bianchi Montero
- 1950 : Il diavolo in convento (it) de Nunzio Malasomma
- 1950 : Il voto de Mario Bonnard
- 1951 : Stasera sciopero (it) de Mario Bonnard
- 1951 : Napoleone de Carlo Borghesio
- 1952 : Pentimento (it) de Mario Costa
- 1952 : Primo premio: Mariarosa (it) de Sergio Grieco
- 1952 : Il prezzo dell'onore (it) de Ferdinando Baldi
- 1952 : Ergastolo (it) de Luigi Capuano
- 1952 : Una madre ritorna (it) de Roberto Bianchi Montero
- 1953 : Café chantant de Camillo Mastrocinque
- 1953 : Tormento di anime (it) de Cesare Barlacchi
- 1954 : Addio, Napoli! de Roberto Bianchi Montero
- 1954 : Nessuno ha tradito (it) de Roberto Bianchi Montero
- 1956 : Dramma nel porto (it) de Roberto Bianchi Montero
- 1958 : Avventura in città (it) de Roberto Savarese
- 1958 : Le Pirate de l'épervier noir de Sergio Grieco
- 1958 : Le dritte de Mario Amendola
- 1958 : Il bacio del sole (Don Vesuvio) (it) de Siro Marcellini
- 1959 : Gastone de Mario Bonnard
- 1959 : I ladri de Lucio Fulci
- 1959 : La Pica sul Pacifico (it) de Roberto Bianchi Montero
- 1959 : Simpatico mascalzone (it) de Mario Amendola
- 1959 : Il mondo dei miracoli de Luigi Capuano
- 1959 : Le Général Della Rovere de Roberto Rossellini
- 1959 : Pousse pas grand-père dans les orties de Mario Morassi
- 1960 : Les Pilules d'Hercule de Luciano Salce
- 1960 : Signori si nasce de Mario Mattoli
- 1960 : Ferragosto in bikini (it) de Marino Girolami
- 1960 : Larmes de joie de Mario Monicelli
- 1960 : Les Évadés de la nuit de Roberto Rossellini
- 1960 : Il mio amico Jekyll (it) de Marino Girolami
- 1961 : Le Carabinier à cheval (Il carabiniere a cavallo) de Carlo Lizzani
- 1961 : Imasnadieri de Mario Bonnard
- 1961 : Objectif jupons (Obiettivo ragazze) de Mario Mattoli
- 1961 : Le Souteneur (Il mantenuto) d’Ugo Tognazzi
- 1961 : Mission ultra-secrète de Luciano Salce
- 1963 : Le Quatrième Mousquetaire de Carlo Ludovico Bragaglia
- 1963 : Le Capitaine de fer de Sergio Grieco
- 1963 : D'Artagnan contro i 3 moschettieri (it) de Fulvio Tului
- 1964 : Letto di sabbia d’Albino Principe
- 1965 : Les Complexés de Dino Risi
- 1965 : Con rispetto parlando (it) de Marcello Ciorciolini
- 1968 : Satyricon de Gian Luigi Polidoro
- 1969 : Professione bigamo de Franz Antel
- 1970 : Les Clowns de Federico Fellini